# Revolver (revue)
Pour les articles homonymes, voir Revolver (homonymie).
Revolver est une revue de cinéma allemande créée en 1998.

## La revue

### Histoire
Fondée en 1998 à Munich par Benjamin Heisenberg, Christoph Hochhäusler et Sebastian Kutzli. Les trois créateurs étaient à l'époque encore étudiants, à la Hochschule für Fernsehen und Film München (HFF München), mais avaient déjà réalisé des films ; c'est ce qui fait la particularité de la revue, des cinéastes écrivant sur des films. 
Le nom fait référence à la fois aux anciennes caméras et à un titre d'album des Beatles. La revue est en partie inspirée des Cahiers du cinéma.
Le Goethe-Institut de Paris a proposé en 2011 une Carte blanche à la revue, avec dix films sélectionnés et présentés par la rédaction de la revue. 
Les films choisis furent les suivants : Mein Stern (2001) de Valeska Grisebach, Génération 45 (1966)  de Jürgen Böttcher, Le projet Himmler (2000) de Romuald Karmakar, Petit garçon (1968) de Roland Klick, Paul (1974) de Klaus Lemke, Material (2009) de Thomas Heise, Personnalité réduite de toutes parts (1977) de Helke Sande, La mère de Klara (1978) de Tankred Dorst, Des places dans les villes (1998) d'Angela Schanelec, et Wolff von Amerongen a-t-il commis une faillite frauduleuse ? (2004) de Gerhard Benedikt Friedl.

### Ligne éditoriale
La revue Revolver a l'ambition et le désir de raviver la tradition cinéphilique allemande et de créer un lieu d'échanges, à la fois techniques et théoriques, entre cinéastes et cinéphiles. Elle ne se veut pas une revue universitaire mais accessible à tous. La revue s'intéresse à tous les cinéastes, à leurs pratiques, à leurs savoir-faire, et non pas à quelques figures titulaires ou au dernier film sorti. N'est ainsi publié que ce qui a du sens pour les rédacteurs. En cela, elle est ancrée dans la pratique et non pas dans des questions purement esthétiques.
La revue ne publie pas de photos, pas de critiques. Elle est publiée deux fois par an, dans un format de poche.
Elle contient des entretiens (Jean-Claude Carrière, Patrice Chéreau, Harun Farocki, Michael Haneke, Werner Herzog, Wong Kar-Wai, Jacques Doillon, Tsai Ming-Liang, Bob Rafelson, Abbas Kiarostami, Alexander Kluge, Peter Kubelka, Jonas Mekas, Eric Rohmer, Lars von Trier, Jeff Wall...), des articles (essais, manifestes) et parfois des textes importants de l'histoire du cinéma, qui n'ont pas été publiés en Allemagne auparavant.

### Équipe éditoriale
L'équipe éditoriale actuelle est composée de : Jens Börner, Benjamin Heisenberg, Christoph Hochhäusler, Franz Müller, Nicolas Wackerbarth et Saskia Walker (ils sont tous réalisateurs).

### Edition de DVD
Depuis 2005, la revue a commencé à publier une édition-dvd de films qui n'ont pas eu de large distribution en Allemagne : 
- Marseille d'Angela Schanelec
- Le Fils des Frères Dardenne
- Klaras Mutter de Tankred Dorst
- Blissfully Yours d'Apichatpong Weerasethakul
- Vaterland de Thomas Heise
- Putty Hill et Hamilton de Matt Porterfiel
- Lila Lili et Petites révélations de Marie Vermillard